# Partido Socialista de los Estados Unidos
El Partido Socialista de los Estados Unidos, oficialmente Partido Socialista de los Estados Unidos de América (en inglés: Socialist Party of the United States of America, SPUSA), es un partido político socialista de los Estados Unidos. El partido se estableció en 1973 como uno de los sucesores del Partido Socialista de América, que se había disuelto un año antes, dando lugar a otro grupo llamado Socialdemócratas, EE. UU. (sucesor legal) y el Comité Organizador Socialista Demócrata (escisión).
El partido está oficialmente comprometido con el socialismo multitendencia. Junto con su predecesor, el Partido Socialista de los Estados Unidos ha recibido distintos grados de apoyo. A diferencia de sus rivales más moderados, aboga por una independencia total del Partido Demócrata. El partido, que se describe a sí mismo como opuesto a todas las formas de opresión, específicamente a los "sistemas estatistas capitalistas y autoritarios", aboga por la creación de "una democracia radical que coloque las vidas de las personas bajo su propio control: una sociedad socialista, feminista y sin clases, libre de racismo, sexismo, homofobia o transfobia", en la que "el pueblo posee y controla los medios de producción y distribución a través de agencias públicas, cooperativas u otros grupos colectivos controlados democráticamente"; "el pleno empleo se logra para todos los que quieran trabajar"; "los trabajadores tienen derecho a formar sindicatos libremente, a hacer huelga y a participar en otras formas de acciones laborales"; y "la producción de la sociedad se utiliza en beneficio de toda la humanidad, no en beneficio privado de unos pocos".
Con sede en el Instituto A. J. Muste, la oficina nacional del partido está ubicada en 168 Canal Street en el barrio de Chinatown de la ciudad de Nueva York. El partido ha constituido organizaciones estatales en Míchigan y Nueva Jersey, así como varias locales en todo el país.
En octubre de 2019, el Partido Socialista de los Estados Unidos nominó a Howie Hawkins para presidente en las elecciones presidenciales de 2020. Hawkins también recibió la nominación presidencial del Partido Verde y se postuló para la de varios partidos a nivel estatal, como el Partido Unión por la Libertad en Vermont, en un intento por unir a la "izquierda independiente no sectaria" detrás de una sola campaña. Hawkins recibió más de 400 000 votos (0.3%), el porcentaje de votos más alto desde Darlington Hoopes en 1952 y el total de votos más alto desde Norman Thomas en 1932.

## Resultados electorales

### Elecciones presidenciales
|  | 0,01 % |

|  | 0,01 % |

|  | 0,08 % |

|  | 0,0 % |

|  | 0,0 % |

|  | 0,0 % |

|  | 0,01 % |

|  | 0,01 % |

|  | 0,01 % |

|  | 0,0 % |

|  | 0,0 % |

|  | 0,3 % |

|  | 0,0 % |